# Pseudopimelodus pulcher
Pseudopimelodus pulcher är en fiskart som först beskrevs av Boulenger, 1887.  Pseudopimelodus pulcher ingår i släktet Pseudopimelodus och familjen Pseudopimelodidae. Inga underarter finns listade i Catalogue of Life.